# Издавачка кућа
Издавачка кућа је вишефункционалан појам. Може се односити на неку фирму која издаје музичке албуме (мада за ово постоји прецизнији појам „дискографска кућа“), затим која штампа књиге, часописе, слике, прави рачунарске програме и друго. Свака музичка издавачка кућа има своје клијенте, за које издаје албуме, а свака штампарска издавачка кућа по неколико часописа које издаје. Тако, на пример, издавачка кућа "Color Press Group" из Србије издаје магазине као што су „Браво“, „Свет“, „Хелоу“ и многе друге.
Познате музичке издавачке куће у свету су "EMI Entertainment", "BMG", "Warner Bros.", "Virgin Records" и многе друге.